# SC Sportfreunde Torgau
SC Sportfreunde Torgau was een Duitse voetbalclub uit Torgau, Saksen.

## Geschiedenis
De club werd in 1910 opgericht als FC Sportfreunde Torgau en nam in 1926 de naam  SC Sportfreunde aan. De club sloot zich aan bij de Midden-Duitse voetbalbond en speelde vanaf 1911 in de competitie van Elbe-Elster en werd daar in 1914 kampioen. Hierdoor plaatste de club zich voor de Midden-Duitse eindronde en verloor daar met 11:1 van Hallescher FC Wacker. Tijdens de Eerste Wereldoorlog werd de competitie van Elbe-Elster stilgelegd en na de oorlog werd deze ondergebracht als tweede klasse van de Kreisliga Nordwestsachsen. In 1923 werd de Kreisliga afgevoerd en de competitie terug opgewaardeerd tot hoogste klasse. De club degradeerde meteen, maar kon wel na één seizoen terugkeren. Bij de terugkeer werd de club meteen groepswinnaar en verloor de titelfinale van VfB Hohenleipisch 1912. Na nog een overwinning op Eintracht Bockwitz mocht de club dat jaar wel nog naar het vangnet voor vicekampioenen in de Midden-Duitse eindronde, waar de club met 0-11 verloor van Preußen Greppin. Hierna eindigde de club steevast in de middenmoot.
Na 1933 werd de competitie geherstructureerd. De Midden-Duitse bond werd ontbonden en de vele competities werden vervangen door de Gauliga Mitte en Gauliga Sachsen. De clubs uit Elbe-Elster werden te licht bevonden voor zowel de Gauliga Mitte als de Bezirksklasse Halle-Merseburg, die de nieuwe tweede klasse werd. De club ging nu in de 1. Kreisklasse Elbe-Elster spelen. De club kon niet meer promoveren. 
Na de Tweede Wereldoorlog werden alle Duitse voetbalclubs ontbonden. De club werd later niet meer heropgericht. 

## Erelijst
Kampioen Elbe-Elster
1914